# Jean Henri Naderman
Jean Henri Naderman (Freiburg, 1735 - Parijs, 1799) was een instrumentenbouwer en een harpist aan het hof van Marie Antoinette.
Naderman was naast instrumentenbouwer en harpist ook componist. Hij schreef zijn muziek in classicistische stijl, met een grote invloed vanuit de barok. Hij had twee zonen, de harpist en harpcomponist François Joseph en de harpbouwer Henri Naderman.

## Werken (selectie)
- Petite Chasse
- verscheidene etudes, sonates en preludes

- Bibliothèque nationale de France: cb14827656g (data)
- Gemeinsame Normdatei: 139192182
- International Standard Name Identifier: 0000 0001 1669 3962
- KulturNav: 5cc5c824-3508-415c-950c-429f556dfdfc
- Library of Congress Control Number: no2001002491
- MusicBrainz: 4e59e046-c3f3-424b-a8aa-59f35cdc19ce
- SNAC: w68m9wpn
- Système universitaire de documentation: 229857388
- Virtual International Authority File: 71659874
- WorldCat: E39PBJrRfXHmFF44YyqbqQ4H4q